# کیتی پراید
کاترین آن «کیتی» پراید (به انگلیسی: Katherine Anne Pryde) با اسم رمز شَدوکت، یک شخصیت خیالی ابرقهرمان در کتاب‌های کامیک منتشر شده توسط مارول کامیکس است، که اغلب با مجموعه مردان ایکس در ارتباط است. شخصیت کیتی پراید توسط کریس کلیرمونت و جان بیرن خلق شده‌است؛ که برای اولین بار در مجموعه مردان-ایکس غیرطبیعی در ژانویه ۱۹۸۰ حضور پیدا کرد. شَدوکت یک جهش‌یافته با توانایی حرکت در فاز مواد جامد از طریق تغییر اتم‌های خود در بین فضای اتم‌های اجسامی که از بین آن‌ها عبور می‌کند است. اما او دریافته بود که توقف تدریجی در میان اجسام الکترونیکی، سیستم را دچار اختلال می‌کند. او همچنین قابلیت انتقال توانایی خود به افراد دیگری که با او تماس فیزیکی برقرار می‌کردند را داشت. او با کلوسوس ازدواج کرد و ولورین برای او به مانند استادی می‌ماند.
در مجموعه فیلم‌های مردان ایکس نقش کیتی پراید را کیتی استوارت و الن پیج بازی کرده‌اند.